# Distretto di Khowst (Matun)
Il distretto di Khowst (Matun) è un distretto dell'Afghanistan appartenente alla provincia di Khowst. Viene stimata una popolazione di 131 500 abitanti (dato 2012-13).